# グラットバッハ
グラットバッハ（ドイツ語: Glattbach）は、ドイツ連邦共和国バイエルン州ウンターフランケン行政管区のアシャッフェンブルク郡に属す町村（以下、本項では便宜上「町」と記述する）である。

## 地理

グラットバッハの地区配置と土地利用図。ピンクは市街地、白は緑地および耕作地、緑は森林を示す。

### 位置
グラットバッハの町は、アシャッフェンブルクの北、シュペッサルト山地西端のグラットバッハ川の谷に位置している。

### 自治体の構成
グラットバッハは2つの地区で構成されている。
- グラットバッハ
- ラウエンタール

### 隣接する市町村
グラットバッハは、北はヨハネスベルク、東はゴルトバッハ（ともにアシャッフェンブルク郡）、南から西にかけてはアシャッフェンブルクと境を接している。

## 地名

### 語源
グラットバッハは、町域内を通ってアシャッフェンブルク方面へ流れ下りアシャフ川に合流する同名のグラットバッハ川に由来する町名である。

### 歴史的表記
様々な歴史的資料や文献に記録されたこの町の表記には以下のものがある。
| - 1103年 Glatebach - 1160年 Gladebach - 1360年 Glattbach | - 1532年 Glatbach - 1818年 Glattbach |

## 歴史
閉ざされた谷という立地条件のために、グラットバッハ（12世紀には Gladebach あるいは Gladbach とも呼ばれた）を通過する交通路はなかった。それにもかかわらず、アシャッフェンブルクに近く、古い軍事道路で交易路でもあったゲルンホイザー街道がグラットバッハの西をかすめてヨハネスベルクへ上っていっており、この村でも貧困や戦争を逃れることはできなかった。三十年戦争後、33家族のうち生き延びたのは10人、20軒の家屋が完全に破壊され、住民は何度も兵士から逃げ回った。1743年には、イングランド軍が6月18日から26日まで毎日略奪行為を働き、全住民が11日間シュペッサルトの森に隠れた。
戦争の結果、恐ろしい伝染病が流行した。ペストが最も猖獗を極めた1606年と1636年をハウプト通りの「ペスト石」と呼ばれる2体のビルトシュトック（路傍のキリスト像）が今日も語りつないでいる。ひどい貧困の中で住民たちは、病がなくなったならば永遠に祝日と懺悔と祈りの日を護ることを誓った。大天使ミカエルの日（9月29日）の前の金曜日「ヘルファイアーターク」には、竈に火をくべることが禁止され、人も動物も厳格に絶食を守り、すべての仕事を休みにした。この誓いは第一次世界大戦まで堅く守られた。
1862年7月1日、ベツィルクスアムト・アシャッフェンブルクが設けられ、グラットバッハはその管轄下におかれた。1939年にはドイツ国全土で「郡」の名称が採用された。グラットバッハは、旧アシャッフェンブルク郡を構成する33の自治体の一つとなった。この郡は、1972年7月1日にアルツェナウ・イン・ウンターフランケン郡と合併し、新たなアシャッフェンブルク郡が創設された。
第二次世界大戦でこの村は、1944年から1945年に爆撃に苦しめられた。これにより、14人が死亡し、100棟以上の建物が全半壊した。その中には幼稚園や体育館も含まれた。戦後は、活発な建設工事と多くの人口流入により再建が進んだ。グラットバッハは、3,800人近い人口を擁するベッドタウンとなった。都市部の近くにありながら、田舎風の魅力的な立地がこれを助長した。住民の多くは、主にアシャッフェンブルクに勤める通勤者である。

### 町村合併
1976年7月1日に、当時約10人の住民が住んでいたヨハネスベルクのラウエンタール集落がグラットバッハに合併した。

## 行政

### 議会
グラットバッハの議会は 17人の議員と町長で構成されている。

### 紋章
図柄: 金地に青い斜め波帯。上部には双頭の白いコウノトリが描かれた黒い盾。下部には赤い糸が巻き付けられ黒く縁取られた銀の糸巻きが3つ描かれている。
紋章の歴史: 町の名前「グラットバッハ」の一部である –bach（小川）が、紋章では青い斜め波帯で示されている。双頭のコウノトリは、ヴァーゼン貴族家の紋章から採られた。この貴族家は、1387年から1528年までこの町の町域内に農場を構えていた。3つの糸巻きは、アシャッフェンブルク衣料産業の始まりを表している。グラットバッハ生まれのヨハン・デッシュ（1848年 – 1920年）が規格化された型で裁断された布を使った、賃金労働者による紳士服のライン生産を始めた。この紋章は、1980年から使われている。

### 姉妹自治体
- ブレトヴィル＝シュル＝オドン（フランス語版、英語版）（フランス、カルヴァドス県）[7]
- リンデンフェルスの グラットバッハ地区（ドイツ、ヘッセン州）
- デルムバッハ（ドイツ語版、英語版）のグラットバッハ地区（ドイツ、テューリンゲン州）

## 文化と見所

### 建築物
グラットバッハは、12世紀にはアシャッフェンブルクの聖アガータ教会の支部組織として記述されている。教会堂については、17世紀になるまで何の記録もない。1682年に聖ニコラウスを讃える礼拝堂が建設され、有名な説教師で著述家でもあったカプチン会の司祭マルティン・フォン・コッヒェムによって献堂された。この村には当時 100人から 200人が住んでいた。礼拝堂は墓地や学校とともに、現在教会が建っている場所にあった。礼拝堂は長らく存続せず、1727年にはすでに同じ場所に新しい教会マグダレーネン小教会が建設された。この教会は、4ヶ月という驚くほど短期間で建設された。1890年に在郷助任司祭館が建設され、1922年12月14日に司祭館に昇格した。グラットバッハでは10人の聖職者が在郷助任司祭を務めた。初代司祭となったヴァイバースブルンのクリスティアン・ベンツは、1948年12月20日に事故でなくなるまで25年間この職を務めた。マグダレーネン小教会は1899年に取り壊された。現在のネオゴシック様式の教区教会聖マリア被昇天教会の建設が始まり、1901年8月15日に献堂された。当時、この教区には約 700人のカトリック信者がいた。

### 芸術と文化
画家アロイス・ベルクマン＝フランケンによってグラットバッハから芸術的なインパクトが発せられた。この芸術家には都会性と牧歌性が共存している。エミール・ロースとエリーザベト・ロース夫妻や町の歴史を描いた町役場の絵画シリーズの作家ヨアヒム・シュミットも同様の作風を持つ。
この間、多くのグラットバッハの芸術家が現れた。一部の作品はグラットバッハ町役場のギャラリーに 1年間展示され、芸術家村グラットバッハの括弧とした構成要素となった。
この町は、時代とともに、クリッペ博物館、旧シュヴェステルンハウスの芸術展示スペース、ネオゴシック様式のマリエン教区教会周囲のベギャラリーによって、見学客が好んで訪れる活力ある文化的中心地に発展した。
クリスマスの時期には、クリッペ博物館は無料開放される。ここには、80カ国以上の約 450のクリッペ（聖書のシーンを表したジオラマ）が展示されている。

## 経済と社会資本

### 経済
この町の豊かさは、17世紀から18世紀に日当たりの良い南斜面や南西斜面に造られたブドウ山に表れている。「ヴィンゲルト・ウンテルム・ドルフ」（村の下のブドウ園）、「ヴィンゲルト・オーベルム・ドルフ」（村の上のブドウ園）、「アム・ハイセン・シュタイン」といった名前の農場で、現在もブドウ栽培が行われている。シェーンボルン伯はこの地にブドウ山を所有していた。度重なる凶作の後、18世紀の終わり頃にブドウの木は切り払われ、ブドウ畑だった農地で果樹栽培（サクランボ）が行われるようになった。産業としては、リンネル織りが代表である。1832年には17人のリンネル織り職人がいたと古い書籍に記録されている。
マインツの相続法に基づく絶え間ない地所の分割によって各農民が耕作する土地は縮小していった。1661年には 310 ha の土地が 10家族に分割されたが、18世紀半ばには50人のナハバルン（直訳すると「隣人」だが、当時は公民権のない市民や移住者のように土地や権利を有さない人に対して、その土地に定住している人を意味した）で分割した。
97モルゲンの広さがあった領主の農場は唯一の大農場であったが、1334年に貴族の所領から寄進によって聖ペテロおよびアレクサンダー修道院の所有となり、修道参事会によって様々な在郷貴族に貸し出された。農場はその後、貴族、マインツ選帝侯を経て、最終的（1837年頃）にはヘーク家が購入し私有地とした。1800年頃に古い農場は取り壊され、通りの反対側に搾油水車やタバコ水車を持つ農場とブドウ圧搾場、現在のヘルムスホーフが設けられた。
19世紀の工業化と分割相続によって土地所有が細分化されていたことが、純粋な農民の町から労働者の町への構造改革をもたらした。グラットバッハの住民は、色紙製造工場の賃雇い労働者となっていった。グラットバッハ住民の仕立屋ヨハン・デッシュは、自分の作業場で、標準的なスーツを予め縫っておくこと、さらに内職を使って縫わせることを思いついた。この最初の既製服は、発展著しい工業都市ハーナウ、フランクフルト・アム・マイン、オッフェンバッハで飛ぶような売れ行きを示した。会社は急速に拡大し、ヨハン・デッシュはアシャッフェンブルクに家を購入して、1874年にはこの都市の商業登記簿に最初の紳士服製造工場として登記された。かつてアシャッフェンブルク周辺地域で重要な産業分野の揺籃の地はグラットバッハの仕立屋の作業場だったのである。

### 交通
- アシャッフェンブルクとの間を行き来するバス路線9号線。グラットバッハを通る環状路線である。
- バス路線25号線には、グラットバッハの北西部にエンツリンガー・ベルクとヒムベールグルントの2つの停留所がある。
- この町はアウトバーン A3号線のフランクフルト（約 45 km）とヴュルツブルク（約 75 km）との間に位置している。

### 教育
1730年頃にはすでにグラットバッハで学校教育が行われていた。19世紀の遅くになるまで先生は手工業の職人で、授業は副業やボランティアで行っていた。判っている最も古い校舎はマグダレーネン小教会の裏にあり、教室や教員宿舎の他に町の集会所も備えていた。1878年に2つめの学校が建設された。この学校は当時としては最も広いものの一つであった。フォルクスシューレ（国民学校）がシュヴァルベスグラーベンの新しい建物に移って以後、この建物は町役場として利用された。新しい校舎は、1958年に第1棟が、1964年に第2棟が建設された。

## 引用
1. ↑  https://www.statistikdaten.bayern.de/genesis/online?operation=result&code=12411-003r&leerzeilen=false&language=de Genesis-Online-Datenbank des Bayerischen Landesamtes für Statistik Tabelle 12411-003r Fortschreibung des Bevölkerungsstandes: Gemeinden, Stichtag (Einwohnerzahlen auf Grundlage des Zensus 2011)
2. ↑  Bayerische Landesbibliothek Online - Glattbach（2015年10月18日 閲覧）
3. 1 2  Wolf-Armin Frhr. v. Reitzenstein: Lexikon fränkischer Ortsnamen. Herkunft und Bedeutung. C.H.Beck, München 2009, ISBN 978-3-406-59131-0, S. 83.
4. ↑  Statistisches Bundesamt (Hrsg.): Historisches Gemeindeverzeichnis für die Bundesrepublik Deutschland. Namens-, Grenz- und Schlüsselnummernänderungen bei Gemeinden, Kreisen und Regierungsbezirken vom 27. 5. 1970 bis 31. 12. 1982. W. Kohlhammer GmbH, Stuttgart und Mainz 1983, ISBN 3-17-003263-1, S. 736.
5. ↑  バイエルン州統計局 - 地方選挙結果（2015年10月24日 閲覧）
6. ↑  Bayerns Gemeinden - Gemeinde Glattbach（2015年10月24日 閲覧）
7. ↑  Gemeinden Glattbach - Partnergemeinde（2015年10月24日 閲覧）